# Acer oligocarpum
Acer oligocarpum é uma espécie de árvore do gênero Acer, pertencente à família Aceraceae.